# برادران سوپر اسمش. نزاع
برادران سوپر اسمش. نزاع (به انگلیسی: Super Smash Bros. Brawl) یک بازی ویدیویی مبارزه‌ای است که توسط استودیو سورا ال‌تی‌دی. توسعه یافته و توسط نینتندو برای وی منتشر شده‌است. این بازی سومین قسمت از سری برادران سوپر اسمش. در یک کنفرانس مطبوعاتی قبل از ای۳ ۲۰۰۵ توسط ساتورو ایواتا رئیس وقت نینتندو معرفی شد. ماساهیرو ساکورای، کارگردان دو بازی قبلی این مجموعه، به درخواست ایواتا نقش کارگردان را بر عهده گرفت. توسعه بازی در اکتبر ۲۰۰۵ آغاز شد و چندین عضو تیم خلاق از تیم‌های مختلف توسعه دهنده نینتندو حضور داشتند. پس از تأخیر به دلیل مشکلات توسعه، بازی در سال ۲۰۰۸ به‌طور جهانی منتشر شد.
تعداد شخصیت‌های قابل بازی در نسخه نزاع نسبت به بازی قبلی برادران سوپر اسمش. ستیز افزایش یافت ولی برخی از شخصیت‌های ستیز در نسخه نزاع حذف شدند. نزاع اولین بازی این مجموعه است که دارای شخصیت‌هایی به غیر از بازی‌های نینتندو است. مانند بازی قبلی، هدف بازی این است که حریف از صحنه خارج شود. نسخه نزاع شامل حالت تک‌نفره گسترده‌تری نسبت به نسخه‌های قبلی بود که به Subissace Emissary معروف است. این حالت یک حالت پهلو-پیمایش بیت ام آپ است که با صحنه‌های میان‌پرده تولید شده توسط رایانه اجرا می‌شود. نزاع از حالت چندنفره با حداکثر چهار مبارز پشتیبانی می‌کند و اولین بازی در مجموعه است که از نبردهای آنلاین را از طریق اتصال Wi-Fi پشتیبانی می‌کند. در این بازی می‌توان با چهار دسته مختلف از جمله وی ریموت، وی ریموت نانچیکو، دسته گیم‌کیوب و دسته کلاسیک وی به‌طور همزمان بازی کرد.
برادران سوپر اسمش. نزاع با استقبال جهانی روبرو شد با اینکه مشکلاتی در مدت زیاد بارگذاری داشت ولی مورد تمجید قرار گرفت. موسیقی متن بازی با همکاری ۳۸ آهنگساز مشهور بازی‌های ویدیویی ساخته شد، همچنین بازی بخاطر نمایش دادن نسل‌های مختلف در تاریخ بازی‌های ویدئویی مورد تحسین قرار گرفت. نزاع نمره ۹۳٪ را در سایت متاکریتیک دریافت کرد و از سوی آکادمی علوم و هنرهای تعاملی «بازی مبارزه ای سال» نامگذاری شد. در سال ۲۰۱۰، این بازی در کتاب ۱۰۰۱ بازی ویدئویی که باید قبل از مرگ بازی کنید نیز گنجانده شد. در سال ۲۰۰۸، نزاع هشتمین بازی پرفروش کنسول وی در تمام دوران است و بیش از سیزده میلیون نسخه در سراسر جهان فروخته شده‌است. دنباله بازی با نام برادران سوپر اسمش. برای نینتندو ۳دی‌اس و وی یو در سال ۲۰۱۴ منتشر شد.